# Ayguatébia
Ayguatébia  est une ancienne commune rattachée aujourd'hui à Ayguatébia-Talau dans les Pyrénées-Orientales. Aujourd'hui, il ne reste plus qu'un hameau.

## Géographie
La superficie de la commune d'Ayguatébia est de 1 888 hectares. L'altitude du village est de 1 335 m.

## Urbanisme
Hormis le village d'Ayguatébia, d'autres localités dispersées sur le territoire actuel ont existé et subsistent parfois sous forme de hameaux ou de mas isolés. C'est notamment le cas de Trappa, localité située à l'est du territoire, aujourd'hui disparue et qui subsiste à travers un mas. De même, le Puigalt, cité dès 942 sous le nom de Pugo alto, est un sommet fortifié dès 1343 et qui semble correspondre au présent Pic de la Tausse ou Puig de la Tossa (2 034 m), où se trouvent encore des fortifications.

## Toponymie
Pour un article plus général, voir Toponymie des Pyrénées-Orientales.
Formes anciennes
Le nom d'Ayguatébia apparaît en 958, sous la forme d'Aqua tebeda. On trouve en suite Aquatepida en 959, Villa Aque tepida au XIe siècle, Aiguetevia en 1392, et Aiguetebia et Ayguatebia à partir du XVIIe siècle.
La graphie en catalan moderne est Aiguatèbia, mais la graphie traditionnelle, Ayguatèbia est recommandée.
Étymologie
Le nom Ayguatebia provient de la locution latine agua tebeda, signifiant « eau tiède ». Ce terme prend racine dans l'existence d'une source d'eau tiède sur le territoire de ce village.

## Histoire
Dès le Xe siècle, le territoire d'Ayguatébia est une possession des vicomtes de Conflent. Il est légué par la suite au chapitre d'Urgell.
Pendant la révolte des Angelets, le 7 février 1673, les troupes françaises brûlent le village. L'église est reconstruite vingt ans plus tard.
Ayguatébia fusionne avec Talau le 1er janvier 1983 pour former la nouvelle commune d'Ayguatébia-Talau par arrêté préfectoral du 22 décembre 1982[réf. nécessaire].

## Politique et administration

### Canton
En 1790, la commune d'Ayguatébia est incluse dans le canton d'Olette qu'elle ne quitte plus par la suite.

### Liste des maires
| Période | Période | Identité             | Étiquette | Qualité |
| ------- | ------- | -------------------- | --------- | ------- |
| 1792    | 1796    | Pierre Santanach     |           |         |
| 1796    | 1797    | Sébastien Bonemaison |           |         |
| 1797    | 1799    | Jacques Sidou        |           |         |
| 1799    | 1815    | Côme Fondère         |           |         |
| 1815    | 1815    | Sébastien Bonemaison |           |         |
| 1815    | 1815    | Côme Fondère         |           |         |
| 1815    | 1827    | Jacques Bonemaison   |           |         |
| 1827    | 1829    | Joseph Sicre         |           |         |
| 1829    | 1837    | Jean Antoine Pagès   |           |         |
| 1837    | 1844    | Jean Moré            |           |         |
| 1844    | 1852    | Félix Surjous        |           |         |
| 1848    | 1852    | Sébastien Mitjaville |           |         |
| 1852    | 1852    | Joseph Fondère       |           |         |
| 1852    | 1860    | Jean Moré            |           |         |
| 1860    | 1865    | François Pagès       |           |         |
| 1865    | 1868    | Jean-Pierre Margail  |           |         |
| 1868    | 1871    | Côme Bournet         |           |         |
| 1871    | 1871    | Jean Goze            |           |         |
| 1871    | 1874    | Jacques Surjous      |           |         |
| 1874    | 1876    | Jean Boutet          |           |         |
| 1876    | 1878    | Étienne Surjous      |           |         |
| 1878    | 1881    | Jacques Boutet       |           |         |
| 1881    | 1884    | Côme Bournet         |           |         |
| 1884    | 1886    | Jean Mitjaville      |           |         |
| 1886    | 1888    | Félix Surjous        |           |         |
| 1888    | 1889    | Côme Bournet         |           |         |
| 1889    | 1892    | Jean Goze            |           |         |
| 1892    | 1904    | Michel Santanach     |           |         |
| 1904    | 1914    | Baptiste Mitjaville  |           |         |
| 1914    | 1919    | Bonaventure Trogno   |           |         |
| 1919    | 1944    | Jean Bournet         |           |         |
| 1944    | 1957    | Paul Rabat           |           |         |
| 1957    | 1983    | Lucien Mitjaville    | DVG       |         |

## Population et société

### Démographie ancienne
La population est exprimée en nombre de feux fiscaux (f) ou d'habitants (H).
| 1358 | 1365 | 1378 | 1424 | 1553 | 1709  | 1720 | 1767  | 1774  |
| ---- | ---- | ---- | ---- | ---- | ----- | ---- | ----- | ----- |
| 28 f | 25 f | 17 f | 5 f  | 3 f  | 108 f | 30 f | 411 H | 102 f |

| 1789 | - | - | - | - | - | - | - | - |
| ---- | - | - | - | - | - | - | - | - |
| 80 f | - | - | - | - | - | - | - | - |

### Démographie contemporaine
La population est exprimée en nombre d'habitants.
| 1793 | 1794 | 1800 | 1804 | 1806 | 1820 | 1826 | 1831 | 1836 |
| ---- | ---- | ---- | ---- | ---- | ---- | ---- | ---- | ---- |
| 474  | 490  | 500  | 510  | 511  | 550  | 524  | 516  | 556  |

| 1841 | 1846 | 1851 | 1856 | 1861 | 1866 | 1872 | 1876 | 1881 |
| ---- | ---- | ---- | ---- | ---- | ---- | ---- | ---- | ---- |
| 527  | 526  | 551  | 537  | 554  | 547  | 519  | 525  | 509  |

| 1886 | 1891 | 1896 | 1901 | 1906 | 1911 | 1921 | 1926 | 1931 |
| ---- | ---- | ---- | ---- | ---- | ---- | ---- | ---- | ---- |
| 506  | 454  | 448  | 441  | 431  | 391  | 305  | 244  | 208  |

| 1936 | 1946 | 1954 | 1962 | 1968 | 1975 | 1982 | - | - |
| ---- | ---- | ---- | ---- | ---- | ---- | ---- | - | - |
| 181  | 123  | 95   | 42   | 32   | 23   | 21   | - | - |

Note : À partir de 1990, les habitants d'Ayguatébia sont recensés avec ceux de Talau, voir Ayguatébia-Talau.

## Culture locale et patrimoine

### Lieux et monuments
- L'église paroissiale Saint-Félix-et-Saint-Armengol d'Ayguatébia, église romane rebâtie au XVIIe siècle.
- La forêt domaniale de Clavera, parmi les plus importantes forêts de conifères en Conflent[2].

### Personnalités liées à la commune
- Armengol d'Urgell (Xe siècle-1035) : évêque d'Urgell né à Ayguatébia et vénéré après sa mort comme saint Armengol.